# Alex Pettyfer
Alexander Richard "Alex" Pettyfer, född 10 april 1990 i Stevenage, Hertfordshire, är en brittisk skådespelare. 
Vid sju års ålder började han som barnmodell för bland annat Ralph Lauren och GAP, men bestämde sig för att sluta vid 13-års ålder då han började filma Tom Brown's Schooldays. Han gjorde sedan en kampanj för klädmärket Burberry för deras vår/sommarkollektion 2008. Pettyfer har varit med i filmen Stormbreaker där han spelar Anthony Horowitz berömda ungdomskaraktär Alex Rider. Därefter har han bland annat synts i Beastly och Magic Mike.
Pettyfer förlovades 2012 med skådespelaren Riley Keough. Han har tidigare haft ett förhållande med skådespelaren Dianna Agron. Tillsammans medverkade de i filmen I Am Number Four som hade svensk premiär på 25 februari 2011.

## Filmografi
- 2005 – Tom Brown's Schooldays
- 2006 – Stormbreaker
- 2008 – Wild Child
- 2009 – Tormented
- 2011 – I Am Number Four
- 2011 – Beastly
- 2011 – In Time
- 2012 – Magic Mike
- 2013 – The Butler
- 2014 – Endless Love (film, 2014)